# Pendley Manor
Pendley Manor est un hôtel, un centre de conférence et de réception près de Tring, dans le Hertfordshire, au Royaume-Uni. Il s'agit d'une maison de campagne historique classée Grade II comme un exemple important de l'Architecture victorienne.

## Histoire

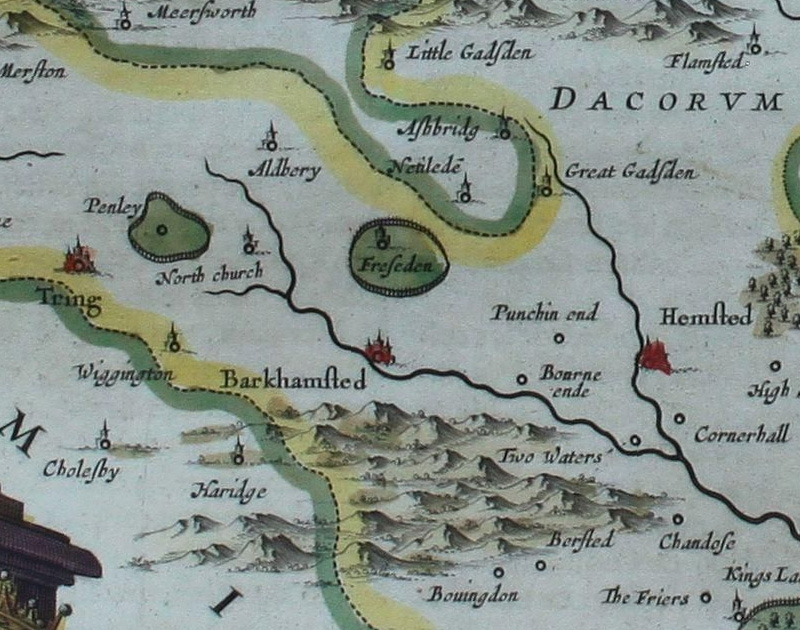
1659 plan du Hertfordshire montrant le domaine clos de Penley

Un village de Pendley (ou Penley, Pendele ou Pentlai) est enregistré à partir du IVe siècle apr. J.-C., dépendant du fief de Berkhamsted. Le manoir de Pendley est antérieur à la conquête normande de 1066, après quoi il est confisqué par Guillaume le Conquérant et transmis à son beau-frère, Robert de Mortain, qui devient l'un des plus grands propriétaires terriens du royaume nouvellement conquis d'Angleterre ,. Un propriétaire ultérieur est John de Angle, un des premiers membres du Parlement.

### Les Whittingham et les Verney
Au XVe siècle, Pendley est une petite ville. En 1440, le shérif du comté d'Essex et du Hertfordshire, Sir Robert Whittingham (ou Whytingham) et sa femme Agnes reçoivent une concession de garenne gratuite du roi Henri VI au manoir de Pendley. Sir Robert clôture 200 acres et démolit les bâtiments sur le terrain, remettant le domaine au pâturage . Il construit un manoir à l'extrémité ouest de la ville aujourd'hui démolie comme un Cloître similaire au château de Herstmonceux et au Collège d'Eton ,. Whittingham obtient par la suite une licence papale pour construire une chapelle dans le manoir et engager un prêtre pour y tenir des services lorsque les routes deviennent impraticables en hiver .
À l'avènement du roi Édouard IV, la fortune de Whittingham change ; le roi déclare Whittingham hors la loi pour sa loyauté envers Henry et, en 1461, il accorde le manoir de Pendley à George Neville, évêque d'Exeter. Vers 1472, la fille de Whittingham, Margaret, épouse John Verney, fils du lord-maire de Londres, Sir Ralph de Verney. En raison de la faveur du roi pour Verney, il lève la sentence sur les terres de Whittingham et Pendley Manor passe à la famille Verney.

### Les Anderson et les Harcourt

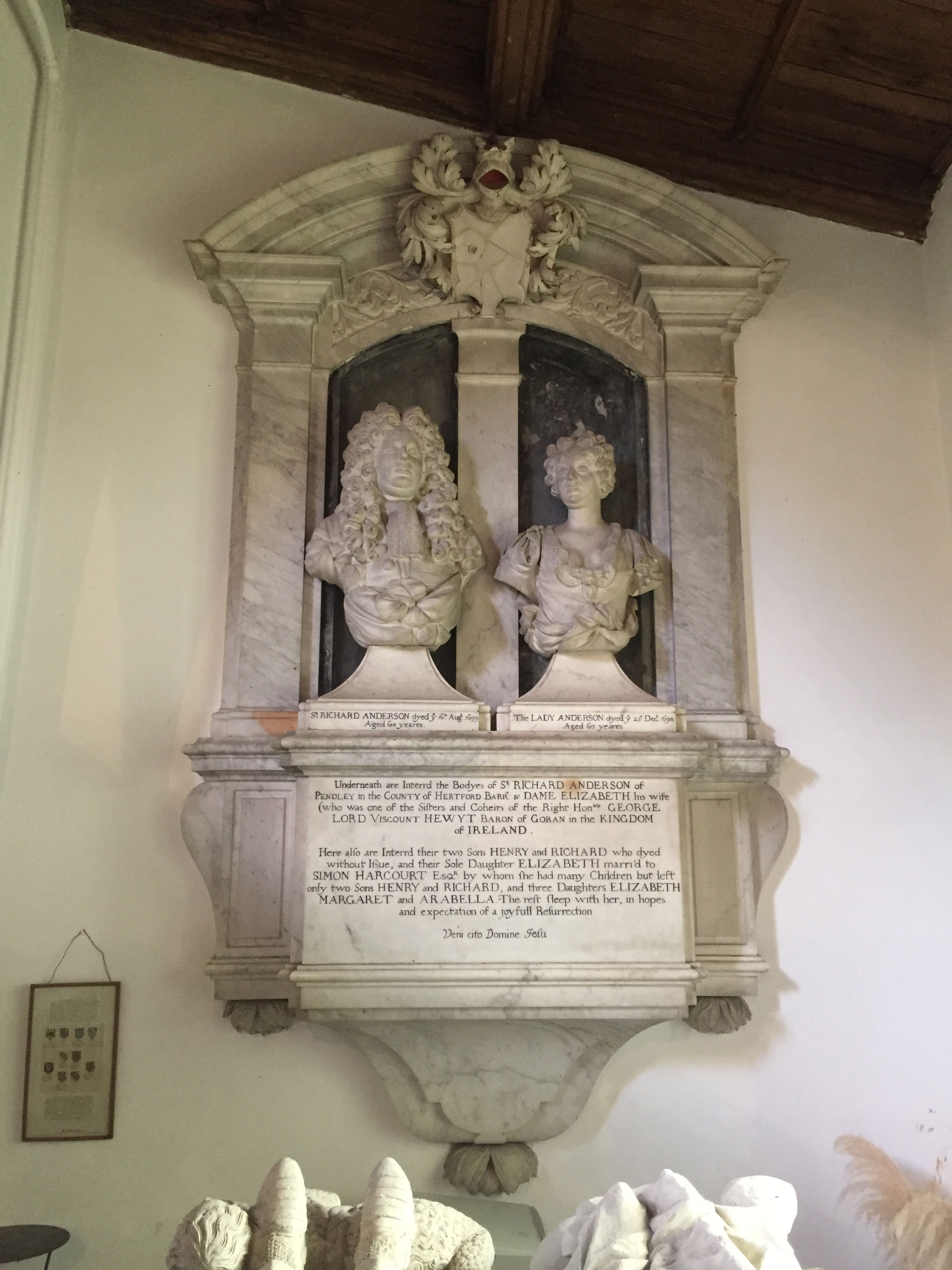
La tombe d'Anderson dans la chapelle Pendley, Saint-Jean-Baptiste, Aldbury

La famille Verney vit au manoir médiéval pendant les 150 années suivantes. La famille Anderson l'occupe ensuite pendant quatre générations de 1606 à 1676.
En 1630, un ami de Sir Richard Anderson, Lawrence Washington, visite Pendley Manor. Pendant son séjour là-bas, il fait la connaissance d'Amphyllis Twigden et commence une histoire d'amour avec elle. En tant que membre du Brasenose College d'Oxford, Washington ne peut pas se marier et, en 1631, Amphyllis lui donne un fils hors mariage. Finalement, l'archevêque William Laud accorde au couple une licence pour se marier, et Lawrence et Amphyllis se marient à Tring à la fin de 1632. Leur fils, John Washington, émigre en Virginie en 1657. La famille Washington s'établit dans la nouvelle colonie, et plus d'un siècle plus tard, en 1789, l'arrière-petit-fils de John, George Washington, devient le premier président des États-Unis d'Amérique .
En 1677, la fille d'Anderson Elizabeth épouse Simon Harcourt. Sir Richard Anderson meurt en 1699 et il est enterré dans la chapelle Pendley de l'église Saint-Jean-Baptiste du village voisin d'Aldbury, aux côtés de son épouse Lady Elizabeth Anderson et de leurs autres enfants. Comme la jeune Elizabeth est le seul enfant survivant de la famille Anderson, Pendley Manor passe par mariage avec la famille Harcourt.
Dans les années 1830, au plus fort de la révolution industrielle, l'ingénieur ferroviaire Robert Stephenson commence la construction du nouveau chemin de fer de Londres et de Birmingham. Le projet est retardé par l'opposition des propriétaires terriens locaux (parmi eux John Cust (1er comte Brownlow) et Sir Astley Paston Cooper); après un changement dans l'itinéraire prévu, l'approbation parlementaire est accordée et la ligne de chemin de fer est construite le long d'un itinéraire parallèle au Grand Junction Canal, à une certaine distance à l'est de Tring  - mais trop près de Pendley Manor pour convenir à l'occupant, William Harcourt (3e comte Harcourt). Il considère l'incursion du cheval de fer dans la localité comme une nuisance intolérable et abandonne Pendley Manor. L'ancien manoir médiéval brûle peu de temps après en 1835 ,.

### Le nouveau manoir
Un propriétaire foncier local et propriétaire de moulin, Joseph Grout Williams charge l'architecte Walter FK Ryan de construire un nouveau manoir de style Tudor, le bâtiment actuel, en 1872. Lui et ses descendants occupent ensuite le manoir victorien de 1875 à 1983.
Le dernier propriétaire privé est le commentateur de Saut d'obstacles de la BBC, Dorian Williams, qui le développe comme centre d'éducation des adultes et des arts après la Seconde Guerre mondiale. Il inaugure le Pendley Open Air Shakespeare Festival en 1949 dans l'enceinte de l'hôtel qui se poursuit encore aujourd'hui . Le terrain dispose de deux théâtres en plein air paysagers. Le Court Theatre couvert occupe en permanence les anciennes écuries du domaine depuis 1978 et présente un programme complet de pièces de théâtre et de performances musicales .
La maison est vendue à une société immobilière en 1983 puis en 1989 à une société hôtelière qui investit dans le bâtiment et le transforme en hôtel de campagne en 1991. Depuis, plusieurs extensions ont été construites pour abriter des chambres supplémentaires, un spa et un gymnase et une salle de banquet/conférence .

## Architecture
Le bâtiment actuel est érigé vers 1874 près de l'emplacement de l'ancien manoir. Il est conçu dans un style néo-jacobien par l'architecte Walter FK Ryan et construit en brique rouge avec des pansements en pierre de Bath. Les caractéristiques architecturales comprennent un dernier étage à colombages à Encorbellement, de hauts pots de cheminée en brique décorés ; une tour carrée avec un toit de plomb en forme d'ogive ; briques ornementales à chevrons, pilastres ioniques sculptés de style jacobin et panneaux de stuc. La date de 1875 est gravée dans la pierre au-dessus du porche  .